# Браженко Анатолій Іванович
Анатолій Іванович Браженко (нар. 1957) — український астроном, який спеціалізується на декаметровій радіоастрономії, фізиці Сонця. Отримав Державну премію України в галузі науки і техніки (1997).

## Біографія
Народився 17 серпня 1957 р. у с. Дряблово Стрелецького району Курської області Російської РСР.
У 1980 р. закінчив Харківський державний університет імені О. М. Горького.
У 2000 р. захистив у Головній астрономічній обсерваторії НАНУ кандидатську дисертацію «Дослідження сплескового компоненту декаметрового радіовипромінювання Сонця та сонцеподібних об'єктів» за спеціальністю «астрофізика, радіоастрономія». Робота була виконана в Радіоастрономічному інституті НАН України.
У 1997 р. отримав Державну премію України в галузі науки і техніки за цикл праць «розробка принципів наддалекої низькочастотної інтерферометрії, створення української мережі радіоінтерферометрів для космічних досліджень і спостереження на ній»
Згодом отримав звання старшого наукового співробітника Полтавської, а з середини травня 2001 р. працює на посаді завідувача Лабораторії декаметрової радіоастрономії Полтавської гравіметричної обсерваторіі Інституту геофізики імені С. І. Субботіна НАН України.

## Основні публікації
1. Браженко Анатолий Иванович. Исследования всплескового компонента декаметрового радиоизлучения солнца и солнцеподобных объектов: Дис… канд. физ.-мат. наук: 01.03.02 / НАН Украины; Радиоастрономический ин-т. — Х., 2000. — 165 л
 2. RADIO EMISSION AT DECAMETER WAVELENGTHS/Brazhenko A.I., Melnik V.N., Konovalenko A.A., Pylaev O.S., Frantsuzenko A.V., Dorovskyy V.V., Vashchishin R.V., Rucker H.O.//Odessa Astronomical Publications, vol. 25/2 (2012)- P. 181—183
 3. Digital Receivers for Low-Frequency Radio Telescopes UTR-2, URAN, GURT/Zakharenko V., Konovalenko A., Zarka P., …Coffre A., Grießmeier, J.-M.//Journal of Astronomical Instrumentation, 2016, 5(4), 1641010 .-19 p.
 4. Digital Receivers for Low-Frequency Radio Telescopes UTR-2, URAN, GURT/Zakharenko V., Konovalenko A., Zarka P., …Coffre A., Grießmeier, J.-M.//Journal of Astronomical Instrumentation, 2016, 5(4), 1641010 .-19 p.